# Federico Sandi
Federico Sandi (Voghera, 1989. augusztus 12. –) olasz motorversenyző, legutóbb a MotoGP 250 köbcentiméteres géposztályában versenyzett.
A sorozatban 2005-ben mutatkozhatott be, ahol egészen 2008-ig versenyzett, legutóbb a negyedliteresek között. 2009-re nem kapott szerződést.

## Külső hivatkozások
- Hivatalos honlapja